# Calophorus sinoxylura
Calophorus sinoxylura är en skalbaggsart som beskrevs av Pierre Lesne 1937. Calophorus sinoxylura ingår i släktet Calophorus och familjen kapuschongbaggar. Inga underarter finns listade i Catalogue of Life.